# ادبیات داستانی آخرالزمانی و پسا-آخرالزمانی
ادبیات داستانی آخرالزمانی و پَسا-آخرالزمانی گونه‌ای از ژانرهای علمی-تخیلی، خیال‌پردازی علمی، پادآرمان‌شهر و وحشت است که در آن تمدن زمین (یا سیارۀ دیگری) نابودشده یا در حال فروپاشی است. آخرالزمان ممکن است رویدادی اقلیمی، مانند اثر گریز گلخانه‌ای؛ نجومی همچون یک رویداد برخوردی؛ مخرب، مانند هولوکاست هسته‌ای یا کاهش منابع؛ پزشکی، مانند همه‌گیری طبیعی یا دست‌ساز؛ آخرالزمان مانند روز حساب، ظهور دوم و رگناروک؛ یا خیال‌انگیزتر، مانند آخرالزمان زامبی، تصاحب هوش مصنوعی، تکینگی فناوری، تبه‌ژن‌شناسی یا حمله بیگانگان باشد.

## تاریخچه
ادبیات آخرالزمانی و اسطوره‌ای در جوامع مختلف باستانی بابلی و یهودی وجود داشته که به پایان جهان و جامعه بشری پرداخته، مانند حماسه گیلگمش مربوط به ۲۰۰۰–۱۵۰۰ سال پیش از میلاد.
اولین رمان آخرالزمانی در اوایل سدهٔ نوزدهم نوشتهٔ مری شلی به‌نام آخرین فرد منتشر شد.
این ژانر پس از جنگ جهانی دوم یعنی زمانی که امکان نابودی جهانی به‌وسیله جنگ‌افزار هسته‌ای به عرصهٔ بحث همگانی وارد شد محبوبیت یافت. با این حال ردّ عمده رمان‌های پسارستاخیزی را می‌توان از اوایل سدهٔ نوزدهم یعنی زمانی که مری شلی رمان آخرین فرد را منتشر کرد یافت.

## نمونه‌ها

### رمان
- آخرین نفر نوشته مری شلی (۱۸۲۶)
- من افسانه هستم نوشته ریچارد ماتسون (۱۹۵۴)
- سه‌پایه‌ها نوشته جان کریستوفر (۱۹۶۸)
- شهریار آینده نوشته جان کریستوفر (۱۹۷۰)
- گوی آتش نوشته جان کریستوفر (۱۹۸۱)
- ایستادگی نوشته استیون کینگ (۱۹۷۸)
- معشوقه ویتگنشتاین نوشته دیوید مارکسن (۱۹۸۸)
- کوری نوشته ژوزه ساراماگو (۱۹۹۵)
- اطلس ابر نوشته دیوید میچل (۲۰۰۴)
- جاده نوشته کورمک مک‌کارتی (۲۰۰۶)
- ایستگاه یازده نوشته امیلی سنت جان مندل (۲۰۱۴)

### سینما و تلویزیون
- مردگان متحرک
- سه‌پایه‌ها
- سایبورگ
- ماتریکس
- ۱۰۰ نفر
- بازی‌های گرسنگی
- حمله به تایتان
- آلیتا: فرشته جنگ
- دونده هزارتو

### بازی‌های کامپیوتری
- آخرین بازمانده از ما
- روزهای از دست رفته
- رزیدنت ایول (بازی ویدئویی)
- مترو ۲۰۳۳
- سری فال‌اوت
- سه گانه ویست‌لند
- استری (Stray)

## یادداشت
1. ↑  آپوکالیپسی